# Cyclosa senticauda
Cyclosa senticauda là một loài nhện trong họ Araneidae.
Loài này thuộc chi Cyclosa. Cyclosa senticauda được miêu tả năm 1994 bởi Zhu & Jia-Fu Wang.